# Alice Barnett (compositrice)
Pour les articles homonymes, voir Alice Barnett et Barnett.
Alice Barnett, née le 26 mai 1886 à Lewistown et morte le 28 août 1975 à San Diego, est une compositrice et pédagogue américaine.

## Biographie
Elle étudie le piano avec Felix Borowski (en) et Rudolf Ganz (en) au Chicago Musical College, puis avec Heniot Levy et Adolf Weiding au American Conservatory de Chicago. Elle travaille la composition avec Wilhelm Middleschulte à Chicago puis travaille à Berlin avec Hugo Kaun (en).
De retour aux États-Unis, elle s'installe à San Diego en 1917 où elle enseigne de 1917 à 1926. Elle a aidé à fonder l'Opéra de San Diego et le San Diego Civic Symphonic Orchestra qu'elle a dirigé pendant quatorze ans. Elle a écrit plus de 60 mélodies, dont 49 ont été publiées par G. Schirmer et Summy entre 1906 et 1932.
Ses mélodies montrent un talent lyrique, un sens tonal sur et, malgré son éducation allemande, une forte influence harmonique française. Elles sont souvent exotiques et colorées, comme the Bells of Oseney (1924) et le cycle Brownien In a Gondola (1920), qui est aussi dramatique. Elle a écrit d'autres mélodies comme Panels from a Chinese Screen (1924), Harbor Lights (1927) et Nirvana (1932). Elle est reconnue pour la qualité de ses mélodies. Elle met en musique des poèmes de Robert Louis Stevenson, Goethe et Heinrich Heine,.
Elle écrit aussi de la musique instrumentale, incluant un trio pour piano (1920) et Effective Violin Solos (1924).
Alice Barnett arrête de composer à la fin des années 1930, maintenant ses activités musicales à San Diego. Ses manuscrits et papiers sont détenus à la San Diego Historical Society.

## Œuvres
- In a Gondola (1920)
- Trio pour piano (1920)
- The Bells of Oseney (1924)
- Panels froms a Chinese Screen (1924)
- Effective Violin Solos (1924)
- Harbor Lights (1927)
- Nirvana (1932)
- Requiem
- Another hour with thee
- Twas in the glorious month of may
- Evening
- At Twilight
- Indian Serenade
- In May

## Sources
: document utilisé comme source pour la rédaction de cet article.
- Theodore Baker et Nicolas Slonimsky (trad. Marie-Stella Pâris, préf. Nicolas Slonimsky, édition adaptée et augmentée par Alain Pâris), « Alice Barnett (compositrice) », dans Dictionnaire biographique des musiciens [« Baker's Biographical Dictionary of Musicians »], Paris, Robert Laffont, coll. « Bouquins », 1995 (réimpr. 1905, 1919, 1940, 1958, 1971, 1978, 1984, 1992) (1re éd. 1900), 4 728 p.